# Medle SK
Medle SK, Medle Sportklubb, är en idrottsförening från Skellefteå i Västerbotten. Föreningen bildades i oktober 1934 och spelade sin första fotbollsmatch 1935. Hemaarenan Älvsbacka IP invigdes 1942. 1965 vinner A-laget Division IV och 1970 vinner man Division V. Första damlaget startades upp 1972.
Ishockeyverksamheten startades upp 1950 med premiärmatch mot Clemensnäs B-lag som vanns med 5–2. Säsongen 1962/63 vinner man Division III och avancerar till Division II som vid denna tid verkligen var andradivisionen i svensk ishockey. Säsongen 1971/72 nådde ishockeyn sina största framgångar genom en fjärdeplats i Division II. Laget låg kvar i andradivisionen över serieombildningen säsongen 1975/76, men åkte sedan ner i Division II som nu var tredje divisionen. Föreningens framgångsrikaste idrottare är Henrik ”Tosse” Hedlund som spelade 34 matcher i landslaget. Sedan säsongen 2015/16 spelar föreningens A-lag i Hockeytvåan.
Tennissektionen bildades 1966, el-skidspår byggs 1969 och 1998 bygger man en beachvolleyplan och boulebanor. Tennisverksamheten har sedan dess lagts ner, men banorna finns kvar.